# William Durant

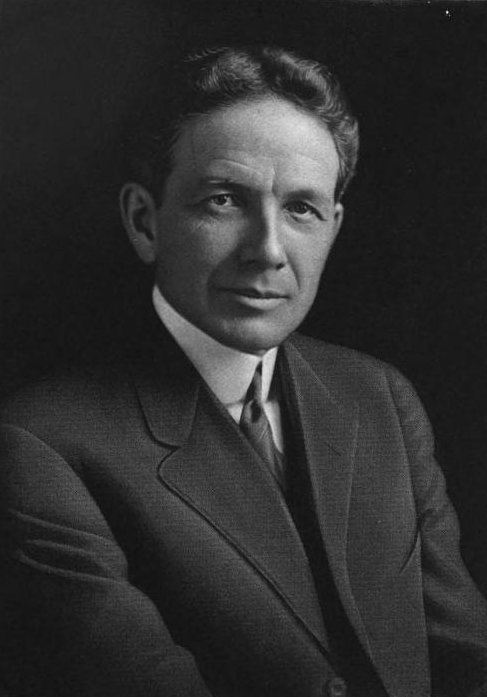
William Durant in 1916

William Crapo Durant (Boston, 8 december 1861 – New York, 18 maart 1947), ook bekend als Billy Durant, was een pionier in de Amerikaanse automobielindustrie. Hij bedacht het systeem waarin een groot concern via verschillende merken een aandeel heeft in meerdere autoklassen. Hij paste dat idee ook toe als oprichter van General Motors, lange tijd het grootste autoconcern ter wereld, tot het deze positie in 2007 moest afstaan aan Toyota.

## Leven
Durant werd geboren in Boston in de Amerikaanse staat Massachusetts. Zijn moeder was Rebecca Folger Crapo (1833-1924). Zij was de dochter van Henry Howland Crapo, een steenrijke houthandelaar die enkele jaren later gouverneur van Massachusetts werd. Zij was gehuwd met William Durant en beiden hadden voor William nog een dochter, Rebecca Crapo Durant (1857-1903).
Toen William tien jaar was scheidden zijn ouders. Daarop verhuisde hij met zijn moeder en zuster naar Flint in de staat Michigan waar ze bij zijn tante introkken. Hij volgde er vier jaar middelbaar onderwijs en deed het vrij goed op school. Op zijn zeventiende ging hij van school om bij een houtzagerij te gaan werken. 's Nachts was hij ook verkoper van medicijnen. Toen hij een baan als vertegenwoordiger in sigaren vond nam hij ontslag bij de houtzagerij op.
Verkopen zat Durant in het bloed. Hij werd nog vastgoedmakelaar, boekhouder en verzekeringsmakelaar. Op 17 juni 1885 trouwde hij met Clara Pitt, van wie hij op 27 mei 1908 scheidde, om de volgende dag al te hertrouwen met Catherine Lederer. Hij kreeg drie kinderen.
Toen Durant 80 jaar werd schreef hij zijn autobiografie. Op zijn 81ste, in 1942, kreeg hij een hartaanval. Op 15 maart 1947 stierf hij in zijn slaap.

## Carrière

### Wagens
In 1886 nam Durant samen met een partner, Josiah Dort, wagenmaker Coldwater Road Cart Company over in Coldwater. Ze hernoemden het bedrijf in Durant-Dort Carriage Company. Het bedrijf floreerde en was tegen 1890 de grootste wagenmaker van de Verenigde Staten geworden. Ze bouwden zo'n 150.000 wagens per jaar. Durant had dit voor elkaar gekregen door de kosten onder controle te houden, het aantal modellen te verminderen en een systeem met toeleveranciers op te zetten. Durant was nu miljonair geworden.

### Auto's
In 1902 reed Durant voor het eerst in een auto. Op 1 november 1904 kocht hij zich in in de Buick Motor Company. Vier jaar lang werd hij directeur van die autobouwer. Ondertussen bleef hij bedrijven opkopen. Onder meer Reliance Motor Truck Company en Welch Motor Car Company.

### General Motors
Durant kreeg het idee om verschillende automerken te verenigen in een groot concern. Op 16 september 1908 richtte hij General Motors (GM) op als een holding boven Buick. Op 26 oktober richtte hij met Albert Champion de Champion Ignition Company op. Er volgde een overnamegolf, en tegen 1910 verenigde GM al een 30-tal bedrijven, waaronder ook de merken Oldsmobile, Cadillac en GMC. Durant wilde ook Ford Motor Company overnemen maar kon hiervoor geen nieuwe lening meer krijgen. General Motors had na al de overnames een pak schulden. Daarop verloor Durant de controle over GM aan de schuldeisers.

### Chevrolet
Tussen 1911 en 1914 richtte William Durant verschillende autobouwers op. Daaronder Mason Motor Company, Little Motor Company, Sterling Motor Company en Monroe Motor Company. In 1911 richtte hij samen met partner Louis Chevrolet de Chevrolet Motor Company op. Chevrolet was succesvol en met de winsten ervan kon hij in 1916 meerderheidsaandeelhouder van GM worden en kreeg hij de controle over GM weer in handen. Chevrolet werd daarop opgenomen als een aparte divisie binnen GM. 
Na druk van de andere bestuurders stemde hij in met de bouw van een groot nieuw hoofdkantoor in Detroit. Durant was tegen omdat hij het geld wilde gebruiken voor investeringen in de fabrieken. Architect Albert Kahn maakte het ontwerp en op 2 juni 1919 werd de eerste steen gelegd. In 1923 was het gereed en was toen het grootste kantoorgebouw in het land. Aanvankelijk zou het gebouw de naam van Durant krijgen, maar in november 1920 verloor Durant definitief de controle over GM, opnieuw ten gevolge van de schulden. De naam van het gebouw werd gewijzigd in General Motors Building.

### Durant Motors
In 1921, toen hij 59 was, richtte hij Durant Motors op. Hij paste hier dezelfde strategie toe als bij GM. Hij richtte de merken Flint, Durant en Star op en nam het luxemerk Locomobile over als tegenhangers van de merken van General Motors. De verkopen vielen zeker niet tegen en in 1923 werd het 100.000e exemplaar verkocht. Tegen 1925 hield Durant zich meer met de beurs bezig dan met zijn autobedrijf. Op 13 november 1929 verloor Durant alweer de controle over zijn bedrijf aan schuldeisers. De financiële positie van het bedrijf kwam in het gedrang vooral als gevolg van de Grote Depressie. De autoverkopen halveerde van ruim 47.000 in 1929 naar 21.440 in 1930 en in 1931 daalde te verkopen dramatisch verder tot iets meer dan 7.000 stuks. In augustus 1930 kon hij nog de controle terugkrijgen maar toen was de Grote Depressie reeds begonnen. Durant Motors ging failliet in 1931.

### Bowling
William Durant was nu geen miljonair meer. Toch begon hij aan een volgend avontuur. Hij opende een aantal bowlingzalen in Flint, met de bedoeling een bowlingimperium uit te bouwen. Ondertussen kreeg hij nog een klein pensioen van vier oud-partners bij General Motors.